# Cromozomul uman 16
Cromozomul 16 este unul dintre cele 23 de perechi de cromozomi umani, anume un autozom. Oamenii au în mod normal două copii al acestuia. Cromozomul 16 are o anvergură de aproximativ 89 milioane nucleotide în perechi (materialul de bază pentru ADN), și reprezintă abia 3% din totalul de ADN din celule.
Identificarea genelor la fiecare cromozom este un domeniu activ al cercetării genetice. Datorită diferitelor tactice folosite de cercetători pentru a prezice numărul de gene pentru fiecare cromozom, acesta variază. Cromozomul 16, cel mai probabil, conține între 850 și 1.200 de gene.

## Boli și tulburări
- Aciduria malonică și metilmalonică combinată (CMAMMA)